# Pułk Piechoty Nadwiślańskiej
Pułk Piechoty Nadwiślańskiej – polski pułk piechoty na żołdzie francuskim.

## Formowanie i zmiany organizacyjne
Powstały 18 czerwca 1813 z połączenia 2 pułku piechoty Legii Nadwiślańskiej z pozostałymi pułkami piechoty Legii Nadwiślańskiej. W sierpniu przyłączono go do 27 Dywizji Izydora Krasińskiego.

## Żołnierze pułku
Pułkiem dowodzili:
- płk Stanisław Malczewski, (poległ 19 października 1813 pod Lipskiem),
- płk Kosiński.

## Walki pułku
Bitwy i potyczki
- Kratzen (27 sierpnia 1813),
- Kulm (30 lipca 1813),
- Schluckenau (4 września 1813),
- Ebersbach (6 września 1813),
- Löbau (9 września 1813),
- Neustadt (15 września 1813),
- Borna (6 października 1813),
- Bitwa pod Lipskiem (16,18 i 19 października 1813),
- obrona Soissons (1814),
- Arcis-sur-Aube (31 marca 1814).